# 台中市公車215路
台中市公車215路目前行駛自豐原到新政大安港路口，此路線走甲后路經麗寶樂園。

## 歷史
- 2014年11月1日：由「大甲」站延駛至「新政大安港路口」站，並將原路線名稱由豐原－大甲（經麗寶樂園）更改為「豐原－大甲體育場（經麗寶樂園）」，途中新增「光田」、「大甲體育場」、「李綜合醫院」、「庄尾」、「文昌祠」站位，皆採雙邊設站，其中「大甲火車站」站位改雙邊設站。
- 2015年3月31日：「後寮」站更名為「后寮」站。
- 2015年4月30日：「大甲」站（往大甲高中方向），遷移至大甲區中山路一段917號（7-11超商）。
- 2016年7月11日：調整后里區行駛動線，原行駛「甲后路－民生路－四村路－公安路－眉山路－甲后路」變更為直行甲后路，調整後原「民生文明路口」、「內埔市場」、「后里區公所」、「公安主和路口」、「雅藝公司」、「中和」、「松鶴酒莊」裁撤，並新增停靠「后里清潔隊」、「豐興鋼鐵」、「甲后月湖路口」。
- 2019年10月1日：調整部分班次發車時刻，並增設「甲后六支巷口」。
- 2019年11月11日：調整部分班次發車時刻。
- 2019年11月30日：調整部分班次發車時刻。
- 2022年1月17日：「豐興鋼鐵」站（往豐原方向），往西遷移至甲后路一段891號旁。
- 2023年12月25日：調整發車時刻。[2]
- 2024年2月7日：調整發車時刻。
- 2024年6月10日：調整發車時刻。[3]
- 2024年6月17日：「二崁」站遷移至甲后路三段763巷旁。[4]

## 路線基本資料
全程行車里數約21公里，全程約1小時25分。往豐原64站，往新政大安港路口62站。
自豐原起，經豐原區信義街、中正路、源豐路、圓環北路、三豐路一段、三豐路二段、后里區三豐路三段、甲后路一段、二段、月眉東路、月眉南路、月眉東路、甲后路三段、外埔區甲后路三段～四段、大甲區甲后路四段～五段、水源路、中山路一段、文武路、新政路、經國路、興安路、新政路到新政大安港路口。

### 時刻表
- 時刻表僅供參考，請以豐原客運網站公告為準。
- 時刻表更新日期為2025年3月7日。

| 台中市公車215路平日時刻列表 | 台中市公車215路平日時刻列表 | 台中市公車215路平日時刻列表 | 台中市公車215路平日時刻列表 |
| --------------------------- | --------------------------- | --------------------------- | --------------------------- |
| 豐原開時刻                  | 豐原開備註                  | 新政大安港路口開時刻        | 新政大安港路口開備註        |
| 08:05                       | -                           | 09:20                       | -                           |
| 09:15                       | -                           | 10:50                       | -                           |
| 10:15                       | -                           | 11:30                       | -                           |
| 13:00                       | -                           | 13:30                       | -                           |
| 14:15                       | -                           | 14:20                       | -                           |
| 15:10                       | -                           | 15:50                       | -                           |
| 16:10                       | -                           | 17:35                       | -                           |

| 台中市公車215路例假日及寒暑假時刻列表 | 台中市公車215路例假日及寒暑假時刻列表 | 台中市公車215路例假日及寒暑假時刻列表 | 台中市公車215路例假日及寒暑假時刻列表 |
| ------------------------------------- | ------------------------------------- | ------------------------------------- | ------------------------------------- |
| 豐原開時刻                            | 豐原開備註                            | 新政大安港路口開時刻                  | 新政大安港路口開備註                  |
| 08:00                                 | -                                     | 09:30                                 | -                                     |
| 09:10                                 | -                                     | 10:20                                 | -                                     |
| 09:45                                 | -                                     | 11:30                                 | -                                     |
| 12:55                                 | -                                     | 12:40                                 | -                                     |
| 14:15                                 | -                                     | 14:20                                 | -                                     |
| 15:05                                 | -                                     | 15:30                                 | -                                     |
| 16:10                                 | -                                     | 17:00                                 | -                                     |

### 收費
依里程計費，刷卡十公里免費

### 停站
參見右側路線圖